# 제18SS의용기갑척탄병사단 호르스트 베셀
제18SS의용기갑척탄병사단 호르스트 베셀(18. SS-Freiwilligen-Panzergrenadier-Division „Horst Wessel“)은 나치 독일의 무장친위대 사단 중 하나이다. 1944년 1월 제1SS보병여단의 간부단과 독일계 헝가리인(민족독일인) 병사들로 편성되었다.
동부전선에서 파르티잔 토벌 대분란전에 종사했고, 1944년 8월 슬로바키아 국민봉기 당시 1개 연대가 진압에 동원되었다. 이후 헝가리에서 싸우다가 체코슬로바키아까지 밀려서 거기서 궤멸당했다.
사단 이름은 돌격대원 호르스트 베셀의 이름을 딴 것이다. 베셀은 나치 당가(호르스트 베셀의 노래)의 작사가로 유명하다. 베셀은 나치당이 아직 미약하던 시절 희생된 순교자로서 나치 정권 내내 칭송받았다.

## 같이 보기
- 무장친위대의 부대 목록